# Drepanodia xerophyllalis
Drepanodia xerophyllalis är en fjärilsart som beskrevs av Émile Louis Ragonot 1892. Drepanodia xerophyllalis ingår i släktet Drepanodia och familjen mott. Inga underarter finns listade i Catalogue of Life.